# Gare de Lyon-Perrache
Gare de Lyon-Perrache vasútállomás Franciaországban, Lyonban.

## Vasútvonalak
Az állomást az alábbi vasútvonalak érintik:
- Párizs–Marseille-vasútvonal
- Lyon–Genf-vasútvonal
- Saint-Étienne–Lyon-vasútvonal
- Moret–Lyon-vasútvonal

## Kapcsolódó állomások
A vasútállomáshoz az alábbi állomások vannak a legközelebb:
- Gare de Lyon-Vaise
- Gare de Lyon-Jean Macé
- Gare d’Oullins (Gare de Moret - Veneux-les-Sablons, Moret–Lyon-vasútvonal)
- Gare de Lyon-Part-Dieu
- Gare de Valence-Ville (TER 10)